# Oriole des vergers
Icterus spurius
Espèce
Statut de conservation UICN

 LC  : Préoccupation mineure
L'Oriole des vergers (Icterus spurius) est une espèce d'oiseaux qui vit en Amérique centrale et en Amérique du Nord.

## Répartition

Carte de répartition de l'espèce.
En jaune : zone de nidification ;
En bleu : zone d'hivernage.

## Sous-espèces
- I. spurius spurius (Linné, 1766)
- I. spurius fuertesi   Chapman, 1911 — Oriole de Fuertes